# Wolfgang Haffner (1770-1829)
 Der er flere personer med dette navn, se Wolfgang Haffner.
Johan Wolfgang (Reinhold) (von) Haffner (født 24. januar 1770 i København, død 12. august 1829 sammesteds) var en dansk officer og godsejer, bror til Wenzel Haffner og far til Wolfgang Haffner.

## Karriere
Han blev i ung alder optaget som kadet i Artillerikorpset, her stykjunker, 1786 sekondløjtnant, 1787 premierløjtnant, 1794 kaptajn. I felttoget mod Sverige 1788 var han midlertidig kommandant i Kongsvinger. 1799 indtrådte han i generalkvartermesterstaben, hvortil han nu så godt som udelukkende forblev knyttet i resten af sin tjenestetid, som aide-generalkvartermester og udnævntes 1801 til generalkvartermester-løjtnant, 1807 til major. Under troppesamlingen 1805 forrettede han tjeneste som adjudant hos kronprinsen og var samtidig chef for det ridende kompagni i den danske artilleribrigade. 1808 blev han generalkvartermester-løjtnant (oberstløjtnant) i den nye generalkvartermesterstab, 1809 oberst, generalkvartermester for hæren samt chef for Guidekorpset, medlem af Defensionskommissionen og Ridder af Dannebrog, 1810 kammerherre, 1812 generalmajor og Dannebrogsmand, 1815 Kommandør og 1817 Storkors af Dannebrog. Kort før sin død blev han 1829 generalløjtnant.

## Betydning
Som generalkvartermester var Haffner altså sammen med og næst efter generaladjudant Frantz Bülow kongens fornemste militære rådgiver under den sidste del af krigsperioden 1807-14. Hans virksomhed har dog nærmest været den rent faglige, som ligefrem fulgte af stillingen, og når undtages en større opsats, skrevet af ham i juli 1809, hvori han for prins Christian Frederik fremsætter sine tanker om landets, særlig Sjællands, forsvar, efter at den gunstige lejlighed i den forløbne vinter til at gå angrebsvis til værks var blevet forsømt, ses det ikke, at han har fundet anledning til at give sig videre af med planer til krigsførelsen, eller at han har haft nogen paaviselig indflydelse på kongen i så henseende. Stærkt beslag på hans tid i hin periode lagde det med generalkvartermesterstaben i 1810 forbundne Bureau for armeens forplejning. Som chef herfor havde han under landets fortvivlede pengeforhold et brydsomt arbejde, fornemmelig i 1813 med at proviantere fæstningen Glückstadt og end mere i 1814, da en ny krig ved Christian Frederiks vægring ved at opgive Norge stilledes i udsigt, og det var overdraget ham i forening med prins Frederik af Hessen at forberede hærens genopstilling på Fyn og i Hertugdømmerne.

## Godsejer
Haffner blev gift 24. januar 1819 i Garnisons Kirke med Anna Margrethe Kaasbøll (22. juni 1789 – 22. juli 1849 i Nykøbing Sjælland). Ved køb (500.000 rigsdaler) blev han 1812 ejer af hovedgården Egholm i Københavns Amt, og af denne med tilliggende gods oprettedes 1831 et stamhus for hans descendenter. Han døde 12. august 1829.
Han er begravet på Ferslev Kirkegård i Horns Herred. Der findes et ungdomsbillede (pastel) i familieeje og et portrætmaleri på Frijsenborg.